# Kinder kriegen?
Kinder kriegen? ist ein Dokumentarfilm der  Hochschule für Film und Fernsehen der DDR, Potsdam-Babelsberg von Sibylle Schönemann aus dem Jahr 1976.

## Handlung
Der Film zeigt mehrere Frauen, die einen Operationssaal betreten und nach dem Schwangerschaftsabbruch wieder in ihr Krankenzimmer gefahren werden. Dazu gibt der zuständige Frauenarzt, auf Nachfrage, einige Erläuterungen. So erklärt er, dass von Januar bis April des Jahres 1976 allein in dieser Klinik über 200 Schwangerschaften unterbrochen wurden. Das ist absolut zu viel, denn jede Unterbrechung bedeutet auch heute noch einen, mit Komplikationen behafteten, Eingriff, der eigentlich nur in Ausnahmefällen gemacht werden sollte. Für die Mediziner ist es viel wichtiger, dass die Frauen die Empfängnisverhütung betreiben, damit die Gefahren, die bei einer Unterbrechung entstehen können, ausgeschlossen werden. Dieser Gedanke hat sich leider noch nicht durchgesetzt, vor allen Dingen bei jungen Mädchen, bei denen ein Abbruch zu schweren Verletzungen führen kann, da besonders bei diesen Patientinnen der Eingriff technisch schwieriger ist und sogar eine künftige Kinderlosigkeit nach sich ziehen kann. 
Im Aufenthaltsraum einer Kaufhalle findet sich eine Gruppe junger und älterer Frauen zusammen, die über das Thema Schwangerschaftsabbruch reden wollen. Ausgerechnet der einzige männliche Teilnehmer, der Leiter der Kaufhalle, ist der Meinung, dass er als junger Mensch, der sich noch in der Ausbildung befindet, das Kind wegmachen lassen würde, wofür er auch seine Argumente vorträgt. Das findet bei den beiden etwas älteren Kolleginnen keine Zustimmung, denn die Gefahr, später kein Kind mehr kriegen zu können, ist doch ziemlich groß. Hinzu kommt, dass die Maßnahmen des Staates doch eine Unterstützung der jungen Leute erwarten lässt, wenn sie ein Kind bekommen. Ein großer Teil der Frauen äußert sich positiv zur Geburt eines Kindes. Eine junge Frau erzählt, dass sie mit Beratung durch ihren behandelnden Arzt und die Unterstützung ihrer Eltern ihr Kind noch vor dem Erreichen des 16. Lebensjahres bekommen hat und jetzt darüber sehr glücklich ist.
Dann wird noch einmal der Arzt befragt, welche Motive die jungen Frauen zum Abbruch bewegen. Er ist der Meinung, dass einige der vielen vorgebrachten Gründe überbewertet werden. Dazu gehören zum Beispiel Fragen der Ausbildung und des Berufes, für die sie sich eher entscheiden, als für das zu erwartende Kind. Eine weitere wichtige Rolle spielt der Partner, der den jungen Mädchen nicht hilft, sondern sie sogar zum Abbruch drängt. Schwester Ingrid aus dem Krankenhaus erzählt von einem Fall, bei dem die Frau von dem vorgesehenen Abbruch Abstand genommen und sich für das Kind entschieden hat. Als ihr Freund davon erfährt, geht er sofort mit ihr wieder in das Krankenhaus und verlangt, dass der Abbruch durchgeführt wird. Inzwischen hat sich die Frau unter seinem Einfluss auch wieder dazu bereit erklärt. 
Einige der im Film vorkommenden Frauen äußern sich vor und nach dem Eingriff über ihre Gedanken und Gefühle.

## Produktion und Veröffentlichung
Kinder kriegen? wurde von der Hochschule für Film und Fernsehen der DDR, Babelsberg als 16-mm-Schwarzweißfilm gedreht und hatte seine erste nachvollziehbare Aufführung am 28. April 1996 während der Internationalen Kurzfilmtage Oberhausen.